# Lobariaceae
Famille
Les Lobariaceae sont une famille de champignons ascomycètes. Ce sont des cyanolichens, c'est-à-dire des champignons lichénisés généralement associés à des cyanobactéries ; si le symbionte primaire de certaines espèces est aujourd'hui parfois une algue verte, l'association avec une cyanobactérie serait ancestrale. Le thalle est typiquement foliacé et de grande taille (« macrolichen »). La famille compte environ 465 espèces réparties en 12 genres, représentés dans le monde entier, mais surtout dans les régions humides, tropicales et australes.

## Liste des genres
Selon Syllabus of plant families - 2016
- Crocodia (5 espèces)
- Dendriscosticta (5 espèces)
- Lobaria (60 espèces)
- Lobariella (35 espèces)
- Lobarina (15 espèces)
- Parmostictina (15 espèces)
- Podostictina (6 espèces)
- Pseudocyphellaria (100 espèces)
- Ricasolia (15 espèces)
- Sticta (200 espèces)
- Yarrumia (2 espèces)
- Yoshimuriella (8 espèces)

## Galerie d'espèces

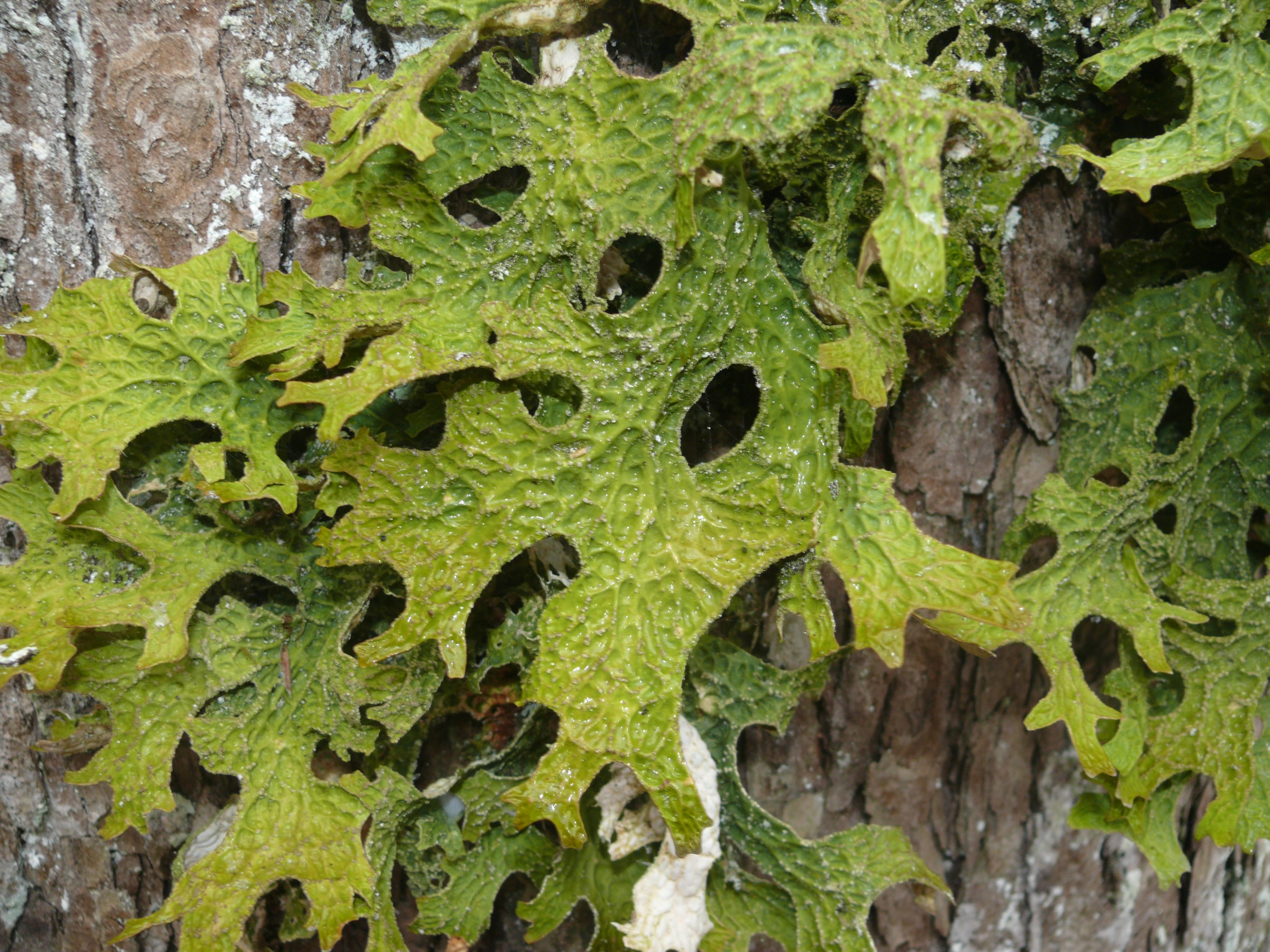
Lobaria pulmonaria
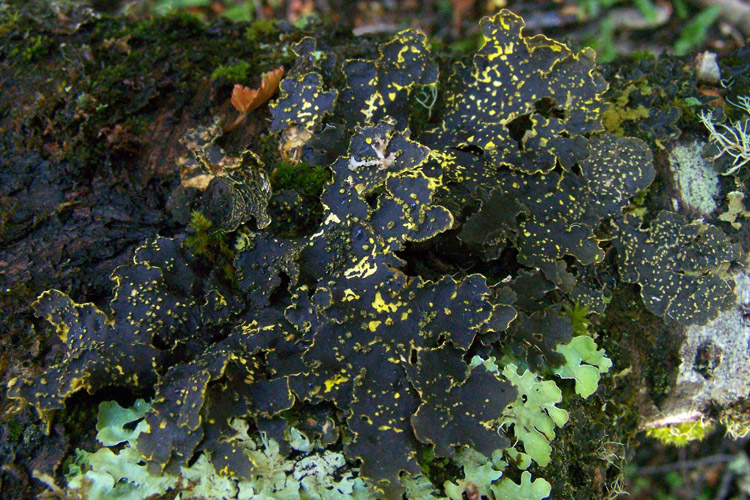
Pseudocyphellaria granulata
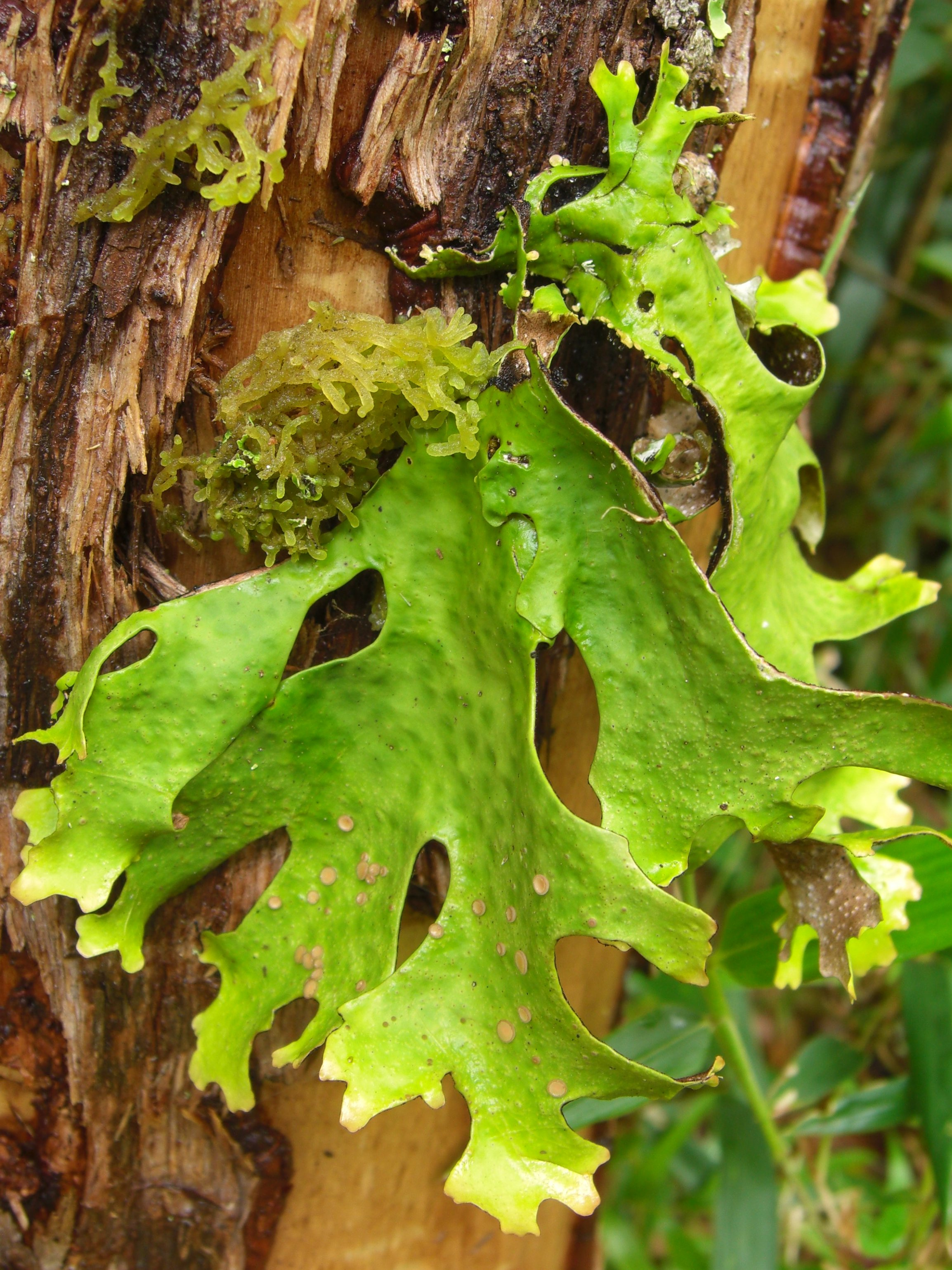
Sticta ainoae